# إيفالدو
إيفالدو (بالبرتغالية: Evaldo Cruz) هو لاعب كرة قدم برازيلي في مركز الهجوم، ولد في 12 يناير 1945 في كامبوس دوس غويتاكازس في البرازيل. لعب مع نادي فلومينينسي.